# Рашко Чорапчиев
Рашко Петров Чорапчиев е български лекар и революционер.

## Биография
Роден е през 1837 г. или през 1840 г. в Копривщица. Учи в родния си град, а след това в класното епархийско училище в Пловдив при Найден Геров. В периода 1856-1861 г. учи медицина във Виена. Доброволец е в Първата българска легия в Белград (1862), където се запознава с Георги Раковски и Васил Левски. След завръщането си в Пловдив става главен лекар. Участва в лекуването на населението при избухналата холера през 1865 г. в Пловдив. Той е един от първите, които отварят аптека в града и създава лаборатория с микроскоп и реактиви за изследвания. Успява да освободи Васил Левски след затварянето му в Ташкапия. Получава и разпраща писма до участниците в комитета. Тайната азбука и знаците крие в библиотеката си. Оказва медицинска помощ на много ранени въстаници по време на Априлското въстание.
След Освобождението завежда първата българска болница. Инициатор е за съдебен процес срещу хаджи Ариф и хаджи Сабана, които през август 1878 г. са осъдени на смърт.
Умира през 1893 г. или на 1 май 1840 г. във Виена.